# Jokin Ormaetxea
Ormaetxea  Badiola est un nom espagnol. Le premier nom de famille, en général paternel, est Ormaetxea ; le second, en général maternel, souvent omis, est Badiola.
Jokin Ormaetxea Badiola (né le 26 mai 1980 à Azkoitia et mort le 24 octobre 2004 à Saint-Sébastien) est un coureur cycliste espagnol.

## Biographie
Chez les amateurs, Jokin Ormaetxea obtient diverses victoires, principalement au Pays basque. Il passe ensuite professionnel en 2004 au sein de l'équipe Costa de Almería-Paternina
Il meurt le 24 octobre 2004 à Saint-Sébastien dans un accident de la circulation,,.

## Palmarès
- 2002
  - Subida a Urraki
- 2003
  - Subida a Gorla
  - Subida a Urraki
  - 5e étape du Tour d'Estrémadure
  - Prueba Alsasua
  - Trofeo Santa Cruz
  - 2e du Trophée Eusebio Vélez
  - 2e du Tour du Goierri
  - 3e du Circuito de Pascuas
  - 3e de Bayonne-Pampelune
  - 3e du Mémorial Cirilo Zunzarren